# The Red Thunder
The Red Thunder è un cortometraggio del 2015 diretto da Alvaro Ron.

## Trama
Sarah, un'adolescente nerd, ha bisogno della macchina nuova di sua madre per uscire con Danny, il ragazzo che le piace, ma sua madre, preoccupata dall'idea che la figlia possa avere un incidente, non le dà il permesso di prenderla. Sarah decide di rubarla e andare al suo appuntamento, ma accade qualcosa di inaspettato che cambierà per sempre la sua vita.

## Premi e nomination[1]
- 2015 - 30 Dies. Festival de cinema fantàstic a Andorra
  - Miglior attrice ad Allie Grant
- 2015 - Ajyal Youth Film Festival
  - Miglior cortometraggio
- 2015 - Anchorage International Film Festival
  - Nomination Miglior cortometraggio
- 2015 - Charleston International Film Festival
  - Nomination Miglior cortometraggio
- 2015 - Chinese American Film Festivall
  - Miglior cortometraggio
- 2015 - Colchester Film Festival
  - Nomination Miglior cortometraggio
- 2015 - ConCarolinas Short Film Festival
  - Miglior cortometraggio
- 2015 - Eyecatcher Film Festival
  - Miglior cortometraggio d'azione
- 2015 - Fantafestival
  - Nomination Miglior cortometraggio straniero
- 2015- Giffoni Film Festival
  - Grifone d'oro - Elements +10 Section Short Film
- 2015 - Golden Diana
  - Nomination Miglior cortometraggio
- 2015 - Hollywood Film Festival
  - Nomination Miglior cortometraggio
- 2015 - Lake Charles Film Festival
  - Nomination Miglior cortometraggio
- 2015 - Parma International Music Film Festival
  - Nomination Miglior cortometraggio
- 2015 - Philadelphia FirstGlance Film Festival
  - Nomination Best Shorts Too
- 2015 - Producers Guild of America Short Film Awards
  - Nomination Miglior cortometraggio
- 2015 - Sitges - Catalonian International Film Festival
  - Nomination Miglior cortometraggio
- 2015 - Uppsala International Short Film Festival
  - Nomination Best Children's Film - International Competition
- 2015 - Washington DC Shorts Film Festival
  - Nomination Best Short Film	Outstanding Live Action Short
- 2015 - ZubrOFFka Film Festival
  - Premio della Giuria - Kids Competition
- 2016 - Winnipeg Real to Reel Film Festival
- Grand Jury Prize for Best Narrative Short (under 10 mins)
- 2016 - Beloit International Film Festival
  - Nomination Miglior cortometraggio
- 2016 - Festival du Film Merveilleux & Imaginaire
  - Miglior film
- 2016 - Galaxy Film Awards
  - Miglior montaggio
- 2016 - Premio Goya
  - Nomination Miglior cortometraggio di finzione
- 2016 - Lionshead Film Festival
  - Miglior cortometraggio d'azione
  - Miglior regista ad Alvaro Ron
  - Miglior attrice ad Allie Grant
- 2016 - San Luis Obispo International Film Festival
  - Nomination George Sidney Independent Film Competition - Special Jury Prize	Short Film
- 2016 - SCENECS International Debut Film Festival
  - Nomination The Dutch Golden Stone Award
- 2016 - Semana de Cine de Medina del Campo
  - Miglior cortometraggio fantastico
- 2016 - Twister Alley International Film Festival
  - Nomination Miglior cortometraggio
- 2017 - Vaughan Film Festival
  - Nomination Miglior film